# Домашнє партнерство
Домашнє партнерство — стосунки, як правило, між партнер(к)ами, які живуть разом і мають спільне домашнє життя, але не перебувають у шлюбі (між собою чи з кимось іншим). Люди, які перебувають у домашньому партнерстві, одержують юридичні пільги, що гарантують право на дожиття, право на відвідування лікарні та інші права.
Цей термін не використовується послідовно з одним значенням, що призводить до деякої міжюрисдикційної плутанини. У деяких юрисдикціях, як-от Австралія, Нова Зеландія та штати США Каліфорнія, Мен, Невада, Орегон і Вашингтон, термін «домашнє партнерство» означає те, що інші юрисдикції називають цивільним союзом, цивільним партнерством або зареєстрованим партнерством. Інші юрисдикції використовують цей термін у тому вигляді, в якому він був спочатку введений, щоб означати міжособистісний статус, створений місцевими муніципальними та окружними органами влади, який забезпечує надзвичайно обмежений діапазон прав і обов'язків. Наприклад, домашні партнерства у штаті Вашингтон доступні, лише якщо принаймні одному з партнерів виповнилося 62 роки або більше.

Закони щодо одностатевих партнерств, подібних до шлюбу, на рівні штату, округу та місцевого рівня в Сполучених Штатах^{1}
Одностатеві союзи схожі на шлюб^{2}
Домашні партнерства, що надають обмежені/перелічені привілеї
Держава надає пільги державним службовцям
Одностатеві союзи не передбачені
----^{1} Не визнано федеральним урядом. Проте одностатеві шлюби є законними по всій країні (за винятком деяких територій і юрисдикцій індіанських племен) і визнаються федеральним урядом. У багатьох юрисдикціях на місцевому рівні передбачені одностатеві союзи, подібні до шлюбу.
^{2} доступні, лише якщо принаймні одному з партнерів виповнилося 62 роки або більше.

Деякі законодавчі органи добровільно встановлюють стосунки домашнього партнерства на підставі статуту замість наказу суду. Хоча деякі юрисдикції запровадили домашнє партнерство як спосіб визнання одностатевих шлюбів, у багатьох юрисдикціях існують закони, які передбачають визнання сімейного партнерства протилежної статі.
У деяких правових системах сімейні партнери, які живуть разом протягом тривалого періоду часу, але не мають законного права на визнання громадського шлюбу, можуть мати право на правовий захист у формі сімейного партнерства. Деякі домашні партнери можуть укладати договори про позашлюбні стосунки, щоб узгодити усно чи письмово питання, пов'язані з власністю на майно, зобов'язання щодо підтримки та подібні питання, загальні для шлюбу. (Див. наслідки шлюбу та аліментів.) Окрім угод, реєстрація стосунків у реєстрах домашніх партнерства дозволяє юрисдикції офіційно визнати домашні партнерства дійсними відносинами з обмеженими правами.

## Огляд
Хоча ці терміни іноді використовуються як синоніми, сімейне партнерство, одностатевий шлюб або цивільне партнерство є окремими та різними юридичними поняттями. Домашнє партнерство — це юридичний зв'язок між двома людьми однієї чи протилежної статі, які живуть разом і ведуть сімейне життя, але не перебувають у шлюбі, не є у цивільному шлюбі і не є кровними родичами. Він може бути встановлений договором між сторонами, але частіше шляхом реєстрації в порядку, встановленому державним або муніципальним органом влади. Пільги, які надаються в рамках національного партнерства, відрізняються в різних юрисдикціях. Одні надають повні медичні переваги, інші лише право відвідування. Ще в інших юрисдикціях зареєстрованим домашнім партнерам надається правовий статус, подібний до статусу одруженої особи щодо питань заповіту, опіки, піклування, спадкування, захисту від насильства та пов'язаних питань.
Після рішення Верховного суду США у 2015 році про легалізацію одностатевих шлюбів у США стало менше зареєстрованих домашніх партнерств, але в багатьох юрисдикціях вони все ще дозволені для пар однієї або різної статі, які не хочуть одружуватися, але все ж хочуть мати право на певні пільги. Багато пар обирають домашнє партнерство після порівняння потенційних податкових наслідків шлюбу.

## У Сполучених Штатах Америки

Закони штату щодо одностатевих союзів, схожих на шлюб у Сполучених Штатах ^{1}
----
Домашнє партнерство або цивільне партнерство, що надають привілеї шлюбу^{2}
Домашні партнерства, що надають обмежені/перераховані привілеї
Жодних одностатевих союзів, схожих на шлюб
Одностатеві союзи, аналогічні шлюбу, заборонені
Одностатеві та різностатеві союзи, аналогічні шлюбу, заборонені
----^{1} Не визнано федеральним урядом. Проте одностатеві шлюби є законними по всій країні (за винятком деяких територій і юрисдикцій індіанських племен) і визнаються федеральним урядом. У багатьох юрисдикціях на місцевому рівні передбачені одностатеві союзи, подібні до шлюбу.
^{2} доступні, лише якщо принаймні одному з партнерів виповнилося 62 роки або більше.

### Походження терміна в муніципалітетах Каліфорнії
У серпні 1979 року борець за права геїв Том Брогем запропонував нову категорію стосунків під назвою «домашнє партнерство». Спочатку вимоги полягали в тому, що тільки двоє людей, які проживали разом і мали право на цей союз, за винятком того, що вони були однієї статі. Пізніше були додані додаткові вимоги до партнерів щодо взаємної фінансової відповідальности, а також для того, щоб обидва були не молодше вісімнадцяти років і могли укласти юридичний контракт.

#### Сан Франциско
У 1982 році визначення Брогама було змінено супервайзером Гаррі Бріттом, геєм, призначеним замість Гарві Мілка. Версія Брітта була прийнята і прийнята Наглядовою радою Сан-Франциско, але Даян Файнштайн, тодішня мер Сан-Франциско, зазнала сильного тиску з боку Католицької церкви та наклала вето на законопроєкт. У 1989 році в Сан-Франциско був прийнятий закон про домашні партнерства. Проте виборці ініціативно скасували закон про домашні партнерства; модифікована версія була відновлена іншою ініціативою виборців, пропозицією K 1990-х років, також написаною Бріттом. Наразі місто все ще пропонує статус домашнього партнерства.
За даними Комісії з прав людини Сан-Франциско, «у 1982 році термін „домашній партнер“ вперше було використано в судовому позові, поданому співробітником Комісії з прав людини Сан-Франциско Ларрі Брінкіним. Містер Брінкін, який тоді працював у Південно-Тихоокеанської залізниці, нещодавно пережив втрату свого партнера, з яким пропрацював одинадцять років. Коли йому відмовили у трьох днях оплачуваної відпустки у зв'язку з тяжкою втратою, яку надають одруженим працівникам, він подав позов за допомогою ACLU. Пан Брінкін програв справу. Незважаючи на велику кількість доказів протилежного, суддя погодився з твердженням його роботодавця про те, що не було жодного способу дізнатися, чи його стосунки були законними».

#### Берклі
У 1983 році міська рада Берклі, штат Каліфорнія, під керівництвом мера Гаса Ньюпорта наказала своїй Комісії з людських відносин і добробуту розробити пропозицію щодо домашнього партнерства. Комісія призначила свого заступника голови Ліланда Треймана, гей-активіста, очолити Робочу групу місцевих партнерів і розробити політику. Працюючи з Томом Броемом, членами Демократичного клубу лесбійок/геїв Іст-Бей, та адвокатом Метом Коулзом робоча група місцевих партнерів розробила те, що стало шаблоном для політики домашніх партнерів/громадських спілок у всьому світі. На початку 1984 року Комісія з людських стосунків і добробуту міста Берклі провела публічні слухання на тему «Дослідження використання шлюбу для визначення пільг і зобов'язань у Берклі та альтернативи». Політика була прийнята Комісією та представлена міській раді. Копію було надіслано до Шкільної ради Берклі. У липні 1984 року міська рада відхилила цю пропозицію, посилаючись на фінансові проблеми. 1 серпня 1984 року шкільна рада Берклі прийняла цю політику 4 проти 1 голосів. З пропозицією шкільної ради виступила член правління та громадська активістка Етель Манхаймер.
У листопаді 1984 року всі члени міської ради, які були обрані на виборах і голосували проти політики, програли переобрання. Прогресисти зі списку Громадянських дій Берклі (BCA), які їх замінили, висловили рішучу підтримку політики домашнього партнерства. Демократичний клуб лесбійок/геїв Іст-Бей наполегливо працював, щоб обрати BCA Slate. Це був перший випадок, коли вітчизняні партнери були предметом кампанії. На першому засіданні нової міської ради в грудні 1984 року міська рада Берклі прийняла політику, яка розширює пільги для неодружених пар будь-якої статі. Першою парою, яка подала заявку на отримання пільг згідно з політикою нейтральности до статі в Берклі, були Брогем і його партнер Баррі Воррен.
Однак міська рада створила реєстр місцевих партнерів та партнерок лише в 1991 році. 11 жовтня того ж року 28 пар лесбійок і геїв і одна гетеросексуальна пара зареєстрували свої партнерства. Того ж року реєстр і пільги також були поширені на пари нерезидентів.

#### Західний Голлівуд
У 1985 році член міської ради Західного Голлівуду Джон Гейлман успішно запровадив місцеве законодавство про партнерство для мешканців і працівників міста, яке було прийнято міською радою, і створив перший реєстр домашніх партнерств.

### По всій державі

#### Каліфорнія
Каліфорнія створила перше домашнє партнерство на рівні штату в Сполучених Штатах у 1999 році. Починаючи з 1 січня 2020 року, домашнє партнерство стане юридично доступним для всіх пар, які складаються з будь-яких двох осіб, незалежно від статі старше 18 років. 30 липня 2019 року губернатор Каліфорнії підписав законопроєкт SB-30.
4 вересня 2003 року законодавчий орган Каліфорнії прийняв розширений законопроєкт про сімейне партнерство, поширюючи всі юридичні права та обов’язки штату в шлюбі на людей, які перебувають у сімейному партнерстві штату. Всеосяжне домашнє законодавство Каліфорнії про партнерство було першою політикою щодо одностатевих пар у Сполучених Штатах, створеною законодавчим органом без ухвали суду. Закон набув чинности 1 січня 2005 року.
Існуючі раніше муніципальні та окружні розпорядження про домашнє партнерство залишаються в силі, якщо їх не скасовано місцевими органами влади. Таким чином, мешканці Сан-Франциско, Західного Голлівуду та кількох інших місць можуть вибирати між місцевим домашнім партнерством, домашнім партнерством у Каліфорнії або шлюбом. Жодне положення національного законодавства про партнерство 1999 або 2003 років не поширюється на будь-які муніципальні чи окружні розпорядження про партнерство, сфера дії яких надзвичайно обмежена та не може бути перенесена за межі юрисдикції, яка їх видала.
Штат Каліфорнія розробив Інтернет-центр самодопомоги, який надає ресурси та інформацію, щоб допомогти місцевим партнерам у багатьох сферах, зокрема у реєстрації сімейних партнерств, розірванні сімейних партнерств, у питаннях батьківства, податкових питаннях тощо.

#### Колорадо
З 1 липня 2009 року неодружені пари отримали законну можливість укласти угоду про призначення бенефіціара, яка надасть їм обмежені права. З 1 травня 2013 року набув чинности закон про цивільні союзи.

#### Округ Колумбія
Вашингтон, округ Колумбія, визнає домашні партнерства з 1992 року. Однак Конгрес заборонив округу витрачати будь-які місцеві кошти на виконання закону. Заборону було скасовано в законі про федеральні асигнування для округу на 2002 фінансовий рік. Домашнє партнерство в окрузі відкрите як для одностатевих, так і для різностатевих пар. Усі пари, зареєстровані як сімейні партнери, мають такі ж права, як і члени сім’ї, відвідувати своїх сімейних партнерів у лікарні та приймати рішення щодо поводження з останками сімейного партнера після смерті партнера. Ця міра також надає державним службовцям округу Колумбія права на низку пільг. Сімейні партнери мають право на медичне страхування, можуть використовувати щорічну відпустку або неоплачувану відпустку у зв’язку з народженням або усиновленням дитини, яка перебуває на утриманні, або для догляду за сімейним партнером чи утриманцями партнера, а також можуть організувати похорон померлого партнера. Закон 16-79 округу Колумбія про внесення змін до Закону про рівність сімейного партнерства 2006 року набув чинности 4 квітня 2006 року. Цей закон передбачає, що майже у всіх випадках сімейний партнер матиме ті ж права, що й подружжя, щодо спадкування, заповіту, опіки та інших прав, які традиційно надаються подружжю. Рада округу Колумбія 6 травня 2008 року схвалила доповнення 39 нових положень до міського закону про сімейних партнерів, доводячи закон до такого стану, коли одностатеві пари, які реєструються як сімейні партнери, отримають більшість, але не зовсім усі права та переваги шлюбу відповідно до закону округу.

#### Гаваї
Взаємна реєстрація бенефіціарів була введена в дію в 1997 році. Закон набрав чинности 1 червня 1997 року.

#### Мен
У квітні 2004 року законодавча влада прийняла законопроєкт про домашні товариства. 30 липня 2004 року набув чинности закон, який надає одностатевим особам право спадкування майна їхніх партнерів і опіку над їхніми померлими партнерами. 6 травня 2009 року законодавчий орган і губернатор штату Мен прийняли закон про легалізацію одностатевих шлюбів, але 3 листопада 2009 року цей закон був скасований виборцями. У грудні 2012 року штат Мен легалізував одностатеві шлюби.

#### Меріленд
З 1 липня 2008 року неодружені пари можуть укласти угоду про незареєстрованого бенефіціара, яка надасть їм обмежені права, такі як право відвідувати одне одного в лікарні, право ділити кімнату в будинку престарілих і право приймати рішення щодо похорону. З 1 січня 2013 року набув чинности закон про одностатеві шлюби.

#### Невада
У штаті Невада сімейним партнерствам надаються всі переваги, права, обов’язки та/або відповідальність шлюбу (для будь-яких двох дорослих старше 18 років, незалежно від статі), і вони стали юридично доступними з 1 жовтня 2009 року. Закон конкретно виключає вимогу до будь-якої організації надавати переваги для здоров’я місцевим партнерам. Крім того, через нечіткість багатослівности закону більшість компаній і організацій у штаті Невада відмовляються визнавати або надавати будь-які великі переваги чи права зареєстрованим вітчизняним партнерам, залишаючи судовий позов єдиним способом отримання індивідуальних прав.

#### Нью-Джерсі
Домашні партнерства в Нью-Джерсі доступні з 30 липня 2004 року для одностатевих пар і для різностатевих пар, у яких обидва особи старші 62 років. Однак 25 жовтня 2006 року Верховний суд штату Нью-Джерсі постановив, що відповідно до конституції штату Нью-Джерсі штат не може відмовити одностатевим парам у перевагах шлюбу, хоча суд залишив на розсуд законодавчого органу, чи вимагати такі відносини шлюб або використовувати інший термін. Виконуючи рішення суду, 14 грудня 2006 року законодавча влада штату Нью-Джерсі прийняла законопроєкт про створення цивільних союзів для одностатевих пар, який був підписаний губернатором 21 грудня і набув чинности 19 лютого 2007 року.

#### Орегон
Губернатор штату Орегон Тед Кулонгоскі 9 травня 2007 року підписав закон про домашнІ партнерства. Закон під назвою «Акт про справедливість сім’ї Орегона» надаватиме кілька основних прав одностатевим парам, які раніше надавалися лише одруженим парам, включаючи можливість спільного подання страхових форм, права на відвідування лікарні та права, пов’язані з померлим партнером. Початкова імплементація закону була відкладена федеральним судом, але судову заборону було скасовано 1 лютого 2008 року, і закон набув чинности 4 лютого 

#### Вашингтон
Губернаторка штату Вашингтон Крістін Грегуар 21 квітня 2007 року підписала закон, що дозволяє товариство з обмеженою відповідальністю. Закон, який набув чинности 22 липня 2007 року та поширився на всі сфери, крім шлюбу в 2008 і 2009 роках, дозволяє одностатевим парам (а також гетеросексуальним парам, коли одна особа досягла принаймні 62 років) реєструватися в реєстрі домашнього партнерства. що надає подружнім парам право на відвідування лікарні, можливість санкціонувати розтин трупів і донорство органів, а також права спадкування за відсутности заповіту. Це сталося після того, як у 1998 році законодавчий орган штату Вашингтон ухвалив законопроєкт, який визначав шлюб як шлюб між чоловіком і жінкою; це законодавство було підтримано Верховним судом штату Вашингтон у 2006 році.
Одностатеві шлюби були легалізовані у Вашингтоні з 6 грудня 2012 року. У результаті до закону про сімейне партнерство було внесено зміни, згідно з якими з 30 червня 2014 року сімейне партнерство буде доступним лише тоді, коли хоча б одному з партнерів виповнилося шістдесят два роки або більше.

#### Вісконсин
Вісконсин був першим штатом на Середньому Заході, який законодавчо запровадив одностатеві союзи. З приблизно тридцяти штатів, де заборонено одностатеві шлюби та цивільні союзи, Вісконсин був першим (і єдиним), який запровадив домашнє партнерство.
5 березня 2009 року губернатор Вісконсина Джим Дойл запропонував закон про одностатеві партнерства у Вісконсині.
У червні 2009 року Асамблея штату Вісконсин і Сенат прийняли дворічний державний бюджет, який включає захист домашнього партнерства для одностатевих пар штату.
29 червня 2009 року губернатор Джим Дойл підписав бюджет, давши остаточне схвалення пільг обмеженого сімейного партнерства для одностатевих пар, які проживають у Вісконсині.
23 липня 2009 року троє членів Wisconsin Family Action подали клопотання про оригінальний позов до Верховного суду Вісконсина, вимагаючи заяви про те, що реєстр домашніх партнерів є неконституційним відповідно до поправки штату про захист шлюбу.
Закон набрав чинности 3 серпня 2009 року.
4 листопада 2009 р.: Верховний суд Вісконсина відхилив справу Appling v. Дойл, штат Вісконсин Сімейна акція судовий виклик сімейним партнерствам.
13 травня 2011: Губернатор Скотт Вокер попросив відкликати захист штату щодо реєстру домашнього партнерства.
20 червня 2011: Суддя округу Дейн Ден Мозер постановив, що реєстр сімейних партнерств не порушує конституцію штату, встановивши, що штат «не визнає сімейних партнерств у спосіб, який навіть віддалено нагадує те, як держава визнає шлюб».
1 квітня 2018 року штат Вісконсин припинив реєстрацію домашніх партнерств.

#### Інші штати
Багато штатів визнають через свої судові системи угоди про спільне проживання та партнерські угоди за загальним правом, укладені між двома партнерами у відносинах. Це де-факто домашні партнерства, які захищають обидві сторони та дозволяють спільне майно та судове визнання їхніх відносин.
Іноді усиновлення дорослих одностатевими парами створює де-юре домашнє партнерство в усіх 50 штатах.

### Військові Сполучених Штатів
11 лютого 2013 року міністр оборони Леон Панетта подав меморандум (тема: Розширення пільг для одностатевих домашніх партнерів військовослужбовців), у якому викладено переваги, які будуть надані військовослужбовцям у домашніх партнерствах. Нещодавно перераховані переваги, доступні військовим-геям і лесбійкам, мали включати:
- Ідентифікаційні картки залежних осіб
- Комісарські привілеї
- Привілеї обміну
- Привілеї моралі, добробуту та відпочинку (MWR).
- Опитування сімей військових
- Чотирирічний огляд якости життя
- Надзвичайна відпустка
- Екстрена відпустка
- Програма спонсорства молоді
- Молодіжні програми
- Програми сімейного центру
- Програма консультування з питань сексуального насильства
- Спільні обов'язки
- Звільнення від районів ворожого вогню
- Транспортування до та з певних місць роботи та на військові об’єкти, а також до початкової та середньої школи для утриманців
- Повноваження службового секретаря щодо транспортних залишків утриманця
- Компенсація за втрату працездатности та смерть: утриманці членів, яких утримують у полоні
- Виплати особам, зниклим безвісти
- Подорож у космос на літаках Міністерства оборони
- Догляд за дітьми
- Юридична допомога

Реалізацію плану було скасовано, коли Верховний суд виніс свою думку у справі Сполучені Штати проти Віндзора.

## У Європі
У Франції з 1968 року стаття 515-81 Цивільного кодексу визначає домашнє партнерство (французькою мовою: concubinate або concubinate notoire) як фактичний союз між двома особами різної статі або однієї статі, що характеризується стабільним і безперервним співжиттям і партнерством. Фіскальна адміністрація Франції враховує його при розрахунку солідарного податку на багатство, але не для інших цілей. Усі діти мають рівні права як у шлюбі, так і поза ним. З 1999 року французьке законодавство також передбачає договір цивільної солідарности (французькою мовою: pacte civil de solidarité, або PACS), договірну форму громадянського союзу між двома дорослими, що дає додаткові права та обов'язки, але менші, ніж шлюб.
В Угорщині зареєстровано партнерство для одностатевих партнерів, яке надає права, подібні до шлюбу. У Хорватії також були незареєстровані партнерські відносини до червня 2014 року, коли хорватський парламент ухвалив закон, що дозволяє одностатевим парам вступати в цивільне партнерство на все життя, що надає їм ті ж права, що й подружні пари.
В Угорщині з 1995 року домашнє партнерство у формі незареєстрованого спільного проживання пропонує обмежений набір прав порівняно з шлюбом у Цивільному кодексі (більше у сфері охорони здоров'я та пенсії; але без спадкування), хоча дедалі більше угорських пар, як різностатевих, і одностатевих пар, вибирають цей вид партнерства замість шлюбу. У квітні 2009 р. угорський парламент ухвалив Закон про реєстрацію партнерства 2009 р. 199—159 голосами, який надає зареєстрованому партнерству одностатеві пари всі переваги та права шлюбу (за винятком самого шлюбу, усиновлення, доступу до ЕКЗ, взяття прізвища партнера, батьківство та сурогатне) материнство). Закон був ухвалений у грудні 2007 року 110 голосами проти 78, але Конституційний суд Угорщини був «глибоко стурбований» тим, що закон дублює пільги та права щодо різностатевих шлюбів, тому було обрано лише реєстрацію одностатевих пар. Деякі політики з Альянсу вільних демократів і Угорської соціалістичної партії виступають за введення шлюбу для одностатевих пар. Закон про реєстраційне партнерство 2009 року набув чинности 1 липня 2009 року.

## В Океанії

### Австралія
З 9 січня 2018 року одностатеві шлюби стали легальними на всій території Австралії. З 1 липня 2009 року Австралія також визнає фактичні стосунки для всіх пар будь-якої статі.
- Австралійська столична територія (статус домашніх стосунків надається з 1994 року, а цивільне партнерство — з 2008 року).[42]
- Австралія (федеральний уряд Австралії забезпечує як фактичні, так і зареєстровані відносини з 2009 року).
- Новий Південний Уельс (статус де-факто надається з 1999 року, розширений у 2002, 2005 та 2008 роках).[43]
- Острів Норфолк (статус де-факто надано з 2006 р.).
- Північна територія (статус де-факто надано з 2003 р.).
- Квінсленд (статус де-факто надано з 1999 року, розширений у 2002 році).[44]
- Південна Австралія (статус домашніх стосунків надається з 2007 року).
- Тасманія (статус де-факто надається з 2003 р., «Система реєстрації/значні стосунки» надається з 2004 р.) Визнання одностатевих союзів у Тасманії
- Вікторія (статус сімейних відносин надається з 2001 року, а «система реєстрації» надається з 2008 року).
- Західна Австралія (статус де-факто надано з 2002 р.).

### Нова Зеландія
У 2001 році Закон про власність (відносини) 1976 року було розширено, щоб надати партнерам у незареєстрованих «фактичних» стосунках права, подібні до прав подружніх пар. Фактичні стосунки визначаються як стосунки між двома особами, які живуть як пара, які не перебувають у шлюбі чи цивільному партнерстві. Це стосується як гетеросексуальних, так і одностатевих пар. З 2013 року одностатеві шлюби юридично визнаються та укладаються в Новій Зеландії та все ще включають незареєстровані «де-факто» стосунки, подібні до прав подружніх пар.